# Area archeologica di Poggio del Molino
L'area archeologica di Poggio del Molino si estende sui versanti settentrionale ed orientale di un promontorio che funge da spartiacque tra la spiaggia di Rimigliano a nord e il Golfo di Baratti a sud, al confine settentrionale del comune di Piombino, provincia di (Livorno).  Gli edifici di età romana sorgono su un pianoro posto ad una quota di circa 20 m s.l.m. che domina, a occidente, il tratto di mare compreso tra San Vincenzo e l'Isola d'Elba e, a oriente, le colline metallifere del campigliese e la pianura lagunare.
La cima del colle è occupata dalla suggestiva Villa del Barone, costruita nel 1923 dal Barone Luigi De Stefano e Assunta Vanni Desideri, figlia del conte Eugenio Vanni Desideri. Da una carta cinquecentesca, la “Bandita di Porto Baratti”, e da documenti d'archivio si evince che il Poggio deve il suo nome alla “Torre nuova del molino”, l'edificio di avvistamento e difesa costiera fatto costruire alle pendici del promontorio da Cosimo I dei Medici nella prima metà del XVI secolo.

## Età preistorica e protostorica
Il Poggio del Molino è stato frequentato e abitato fin da epoca preistorica, come dimostrano alcuni manufatti litici del Paleolitico Medio e Superiore rinvenuti presso la Villa del Barone, sul versante orientale e meridionale del promontorio.
Sul medesimo versante fiorì un villaggio di notevole estensione riferibile al Bronzo Finale (XI-X secolo a.C.) a cui era collegata una necropoli, nell'area compresa tra la moderna Villa del Barone e il Poggio S. Leonardo, da cui provengono una cinquantina di ossuari di forma globulare e biconica, riferibili alla facies protovillanoviana. La comunità di Poggio del Molino appare dedita oltre che all'allevamento, alla caccia e all'agricoltura, alla pesca d'altura e alla raccolta dei molluschi marini.
A partire dall'inizio dell'età del Ferro la popolazione tende a concentrarsi attorno al Golfo di Baratti e il Poggio del Molino sembra essere disabitato almeno fino all'età repubblicana.

## Età romana (dall'età tardo-repubblicana al II secolo d.C.)
Nel corso del I secolo a.C., in concomitanza con il progressivo abbandono del centro urbano di Populonia, tornano ad infittirsi le testimonianze archeologiche nei territori a nord di Baratti. 
Il versante orientale del Poggio viene occupato da un poderoso muro di pietra e malta che delimita un'area pressoché quadrata adibita, almeno in parte, a officina per la riduzione del ferro. Gli scavi archeologici in corso, infatti, stanno portando alla luce consistenti depositi chiaramente connessi ad attività metallurgiche: serrate sequenze di strati ricchi di ematite, carbone, scorie di riduzione del minerale e piani di argilla concotta.
Un'ipotesi interpretativa di questa fase storica sostiene che il sito avesse la funzione di fortezza difensiva contro la minaccia dei pirati (per affrontare la quale fu promulgata, nel 67 a.C., la Lex Gabinia.
Alcuni frammenti di ceramica a vernice nera e una moneta d'argento di Calpurnio Pisone, provenienti da tali depositi, consentono di far risalire l'attività artigianale al I secolo a.C.
In un periodo compreso tra la fine del I secolo a.C. e il II secolo d.C., ancora da definire con esattezza, nel settore settentrionale dell'insediamento viene allestito un quartiere artigianale per la lavorazione del pesce. Ancora in corso di scavo sono, infatti, alcune vasche rettangolari con pulvini angolari e rivestimento idraulico (cocciopesto) interpretate come cetariae: stabilimenti adibiti alla salagione del pesce e alla produzione di garum e salsamenta, noti in tutto il bacino del Mediterraneo.

## Età romana (III secolo d.C.)
Sul finire del II secolo d.C. l'insediamento di Poggio del Molino viene completamente ristrutturato: all'interno del poderoso muro viene costruita una villa con i caratteri di una residenza di lusso. Intorno ad una grande corte scoperta (un giardino forse con peristilio), nel settore sudoccidentale, si aprono ambienti residenziali riccamente decorati con pitture parietali e mosaici pavimentali; al momento sono stati scavati due cubicula separati da un triclinium interpretati come hospitalia.
A nord-ovest della corte si estende, invece, il complesso termale, al cui rifornimento provvedeva un possente deposito sopraelevato, alimentato da un pozzo a cui era probabilmente connesso un sistema di approvvigionamento azionato da una noria. Delle terme sono stati scavati il tepidarium e il caldarium, anch'essi decorati da pitture e mosaici. A nord, lungo la scarpata che si affaccia sul mare, si sviluppava, ad unire thermae ed hospitalia, una sorta di corridoio belvedere, attrezzato con vasche e fontane. 
A sud si estendeva un'altra area scoperta, con ogni evidenza destinata ad attività artigianali, occupata al centro da un piccolo vano coperto a pianta quadrangolare, pavimentato a cocciopesto.

## Età romana (IV secolo d.C.)
Agli inizi del IV secolo gli ambienti del complesso, sebbene fatiscenti, appaiono rioccupati: ma la vita si svolge ora in piccoli vani poveramente edificati sui crolli del quartiere termale o addirittura tra le rovine degli ambienti di rappresentanza non più ricostruiti, che certo non offrono più i lussi di una residenza urbana. È in questo momento che viene avviata una produzione di manufatti in ferro, probabilmente destinata unicamente all'autoconsumo. Ceramica da cucina, terra sigillata e lucerne di produzione africana testimoniano la continuità di occupazione fino alla fine del IV secolo, prima del parziale abbandono, forse in seguito dall'invasione visigotica.

## Età tardoantica (V secolo d.C.-VII secolo d.C.)
Ancora alla metà del V secolo, una semplice sepoltura a fossa viene scavata nel cumulo di macerie di uno degli ambienti degli hospitalia, intaccandone il pavimento a mosaico. 
Nel VII secolo, all'epoca della conquista longobarda, le rovine della villa offriranno rifugio occasionale a isolati gruppi sporadici di pastori o profughi.

## Le indagini archeologiche
Le prime ricognizioni sistematiche sul Poggio del Molino furono condotte agli inizi degli anni Settanta dai volontari dell'Associazione Archeologica Piombinese; il loro intervento permise di chiarire l'entità del sito archeologico e di segnalare le ripetute azioni distruttive dei clandestini. 
Tra il 1984 e il 1988 un'équipe dell'Università di Firenze, diretta dal Professor Vincenzo Saladino, intraprese il primo scavo sistematico della villa. Sebbene le indagini, alle quali presero parte gli studenti dell'Istituto di Archeologia di Firenze, avessero portato alla luce soltanto una porzione limitata della villa, permisero di definire i caratteri fondamentali connessi con la sistemazione dell'impianto nel III secolo. 
Dopo vent'anni di interruzione, dal 2008 è stata avviata una nuova stagione di scavi archeologici nell'ambito di un progetto di ricerca diretto dalla Soprintendenza per i Beni Archeologici della Toscana in collaborazione con l'Università di Firenze, e coordinato sul campo da un'équipe di archeologi che afferiscono al Progetto Archeodig, supportato da Earthwatch Institute  e dall'Associazione Culturale Past in Progress. 
L'obiettivo generale del progetto è dare un contributo alle conoscenze sulla storia del territorio di Populonia dall'età tardo-repubblicana e imperiale fino ai primi secoli del Medioevo. Le fasi di vita connesse all'occupazione romana di questo tratto della costa tirrenica, infatti, sono ancora, nel dettaglio, largamente sconosciute. 
L'obiettivo primario, dunque, è riportare alla luce il monumento nella sua interezza, ricostruirne l'aspetto nelle molteplici fasi di vita, dal periodo romano a quello tardoantico, e comprenderne le relazioni con il territorio circostante (il mare, il lago ormai prosciugato di Rimigliano, le miniere dell'Elba e del campigliese, il sistema viario, ecc.). 
Il Museo archeologico del territorio di Populonia a Piombino ospita una sezione dedicata alla Villa di Poggio del Molino, nella quale è esposta una selezione dei materiali raccolti durante gli scavi degli anni ‘80. Alcuni dei più significativi reperti emersi nel corso delle indagini in corso contribuiscono ad arricchire la collezione del Museo. In particolare, dal Maggio 2010, due poderosi blocchi di macigno con iscrizione di numerali sono esposti nella sezione di Epigrafia romana del Museo.